# Что случилось на 23-й улице в Нью-Йорке
«Что случилось на 23-й улице в Нью-Йорке» (англ. What happened on Twenty-third street, New York City, 1901) — немой короткометражный фильм режиссёров Джорджа Флеминга и Эдвина Стэнтона Портера. Премьера состоялась в США в августе 1901 года.

## Сюжет
Женщина со своим мужем гуляет по 23 улице в Нью-Йорке. Вдруг горячий воздух поднимает её юбку. (Подобная сцена есть в комедии «Зуд седьмого года» с Мэрилин Монро).

## В ролях
- Флоренс Джорджи
- А.С. Абади